# Tombeaux des Rois (Paphos)
Pour l’article homonyme, voir Tombeau des Rois.
Le site archéologique des Tombeaux des Rois (grec moderne : Τάφοι των Βασιλέων, turc : Kral Mezarları) est un site archéologique situé à 2 km de Paphos, entre Ktima et Kato Paphos, à l'ouest de l’île de Chypre.
Le nom est né de l'impression laissée aux visiteurs du deuxième quart du XXe siècle par la taille des tombes rupestres. 
La nécropole a été inscrite sur la liste du patrimoine mondial en 1980, aux côtés de Paphos et de Koúklia.

## Histoire et toponymie

### Histoire antique et médiévale

l'empire lagide au III-IIe siècle av. J.-C.

Les tombes souterraines, dont beaucoup remontent au IVe siècle av. J.-C., sont creusées dans la roche solide et auraient été les lieux de sépulture des rois, des aristocrates et des hauts fonctionnaires jusqu’au IIIe siècle, pour les plus grands.
Les tombes datent de l'époque des Ptolémées (294-58 av. J.-C.), et à cette époque les cités-royaumes de Chypre n'existaient plus. 
Les tombeaux sont un témoignage de la prospérité des habitants, qui s'inspiraient des modèles égyptiens. Le site a par la suite servi de refuge aux premiers chrétiens pendant leurs persécutions. Au Moyen Âge, des populations investissent les lieux et modifient l'architecture d'origine.

### Histoire des fouilles: redécouverte et recherches actuelles

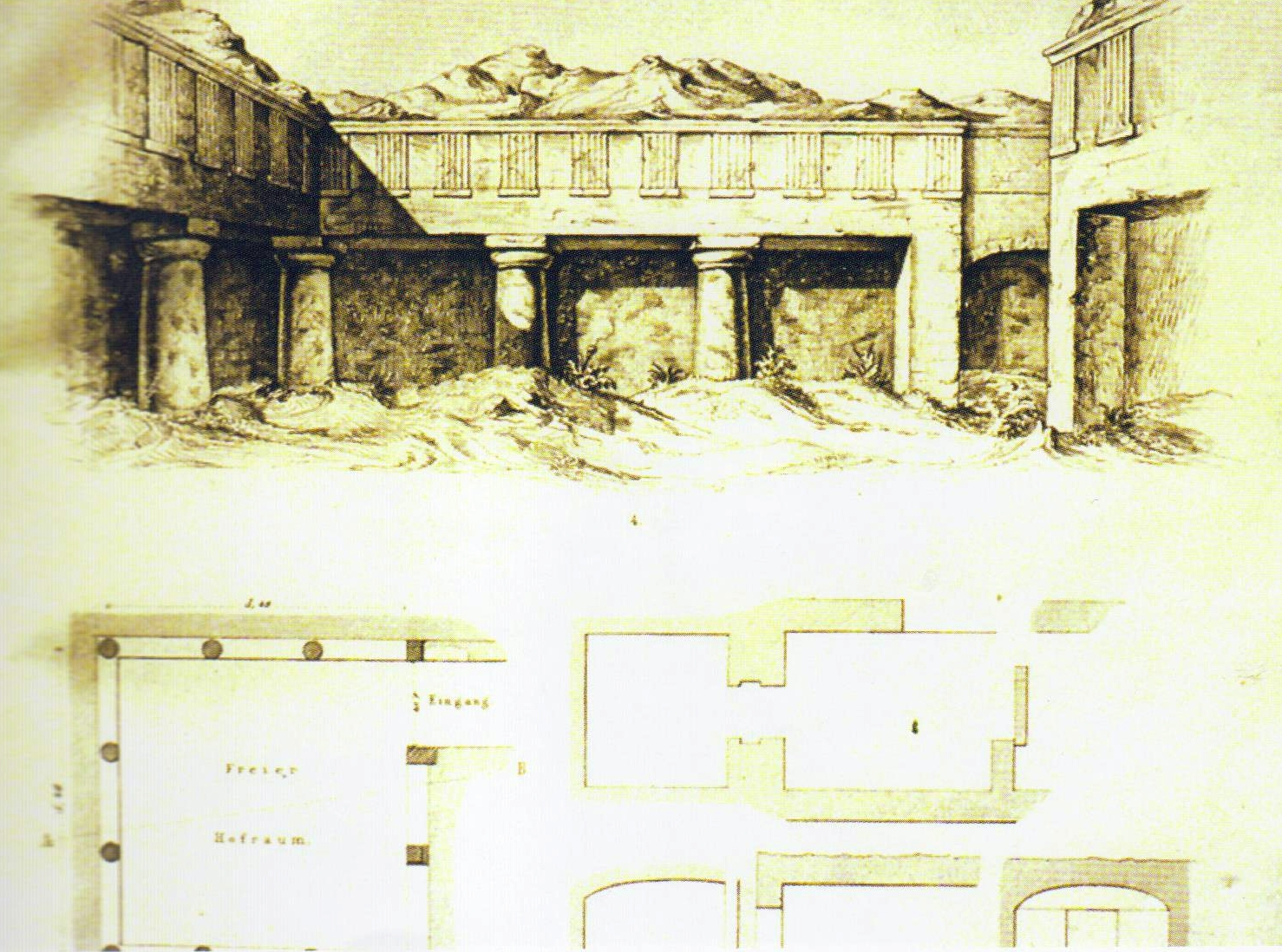

Les tombes sont connues et explorées depuis des siècles. Le récit moderne le plus ancien a été rédigé par l'écrivain voyageur anglais Richard Pococke, en 1738. En 1800, l'orientaliste Joseph von Hammer-Purgstall se rend à Paphos et fait des descriptions spécifiques du péristyle. Six ans plus tard, l'explorateur Domingo Badía y Leblich visite Paphos et laisse également un rapport écrit. Les premiers dessins d'une des tombes, réalisés par un spécialiste, sont réalisés par Ludwig Ross en 1845.
Près d'un siècle plus tard, en 1870, les premières fouilles archéologiques furent menées par Luigi Palma di Cesnola, le consul américain d'origine italienne à Chypre. Les archéologues Edmond Pottier (1878) ainsi que Wilhelm Dörpfeld et Max Ohnefalsch-Richter (1890) visitent et décrivent les ruines. Wilhelm Dörpfeld avait réalisé des photographies pour l'Institut archéologique allemand d'Athènes.
En 1915, les premières fouilles scientifiques ont lieu, dirigées par Menelaos Markides, conservateur du Musée de Chypre. En 1937, avec l'aide des prisonniers, des travaux de nettoyage de tombes plus grandes commencèrent, interrompus pendant la Seconde Guerre mondiale et se poursuivirent de 1945 à 1952.

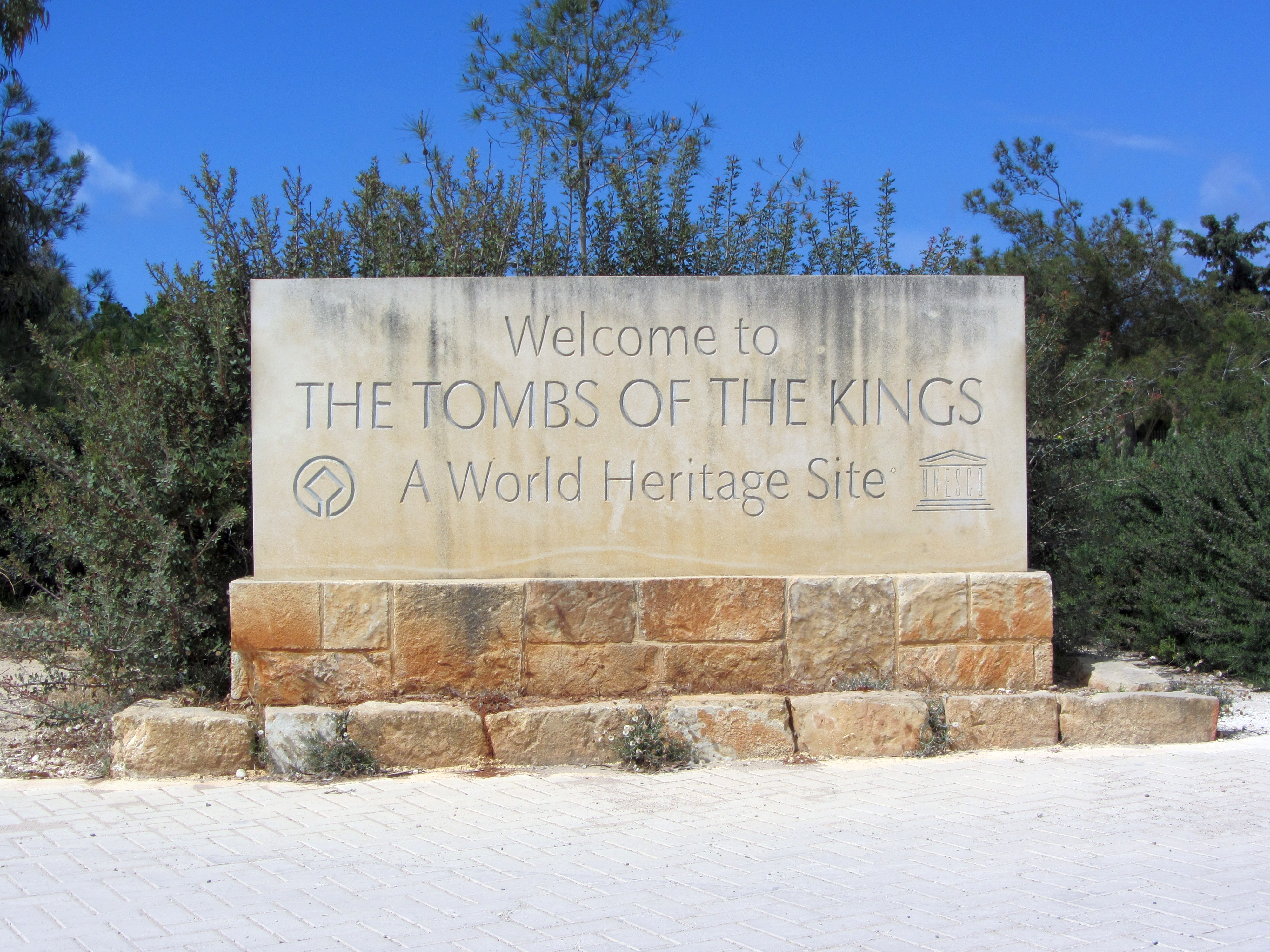
Symbole de l'UNESCO sur le site.

Après l'occupation du nord de Chypre par la Turquie et la division politique de l'île qui en a résulté, des fouilles systématiques ont commencé en 1977 sous la direction de Sophocles Hadjisavvas, ancien directeur des antiquités de la république de Chypre dans le but d'approfondir les connaissances sur les coutumes funéraires de l'époque hellénistique et d'ouvrir le site au tourisme culturel. Des fouilles systématiques ont eu lieu à la fin des années 1970 et dans les années 1980. En 1990, ils sont interrompus afin de préserver les rochers. Des fouilles archéologiques sont toujours en cours sur le site au début des années 2010.

## Description

### Architecture

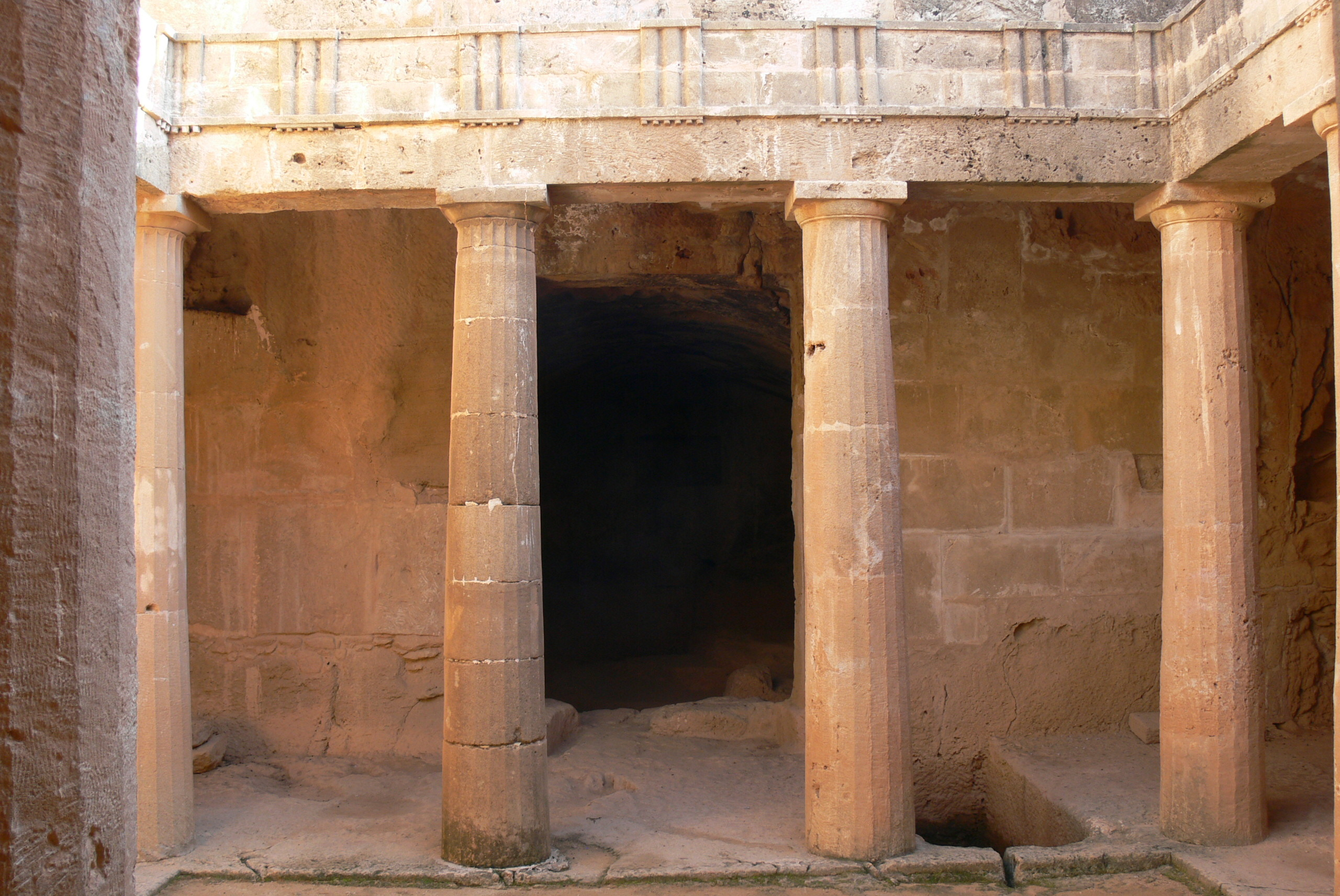
Péristyle de la tombe n°3.

Les tombes de la nécropole sont en grès calcaire. Ils sont conçus comme des tombes à puits, à chambre et à atrium. 
Sur le plan architectural, ils présentent des formes grecques. Dans les tombes à chambre, les marches du dromos mènent à une pièce rectangulaire d'où s'étendent des ouvertures en forme de tunnel (loculi) ; dans les tombes à atrium, elles mènent à une cour intérieure avec un péristyle. Depuis le péristyle, les entrées mènent aux antichambres, d'où rayonne un système de chambres funéraires individuelles ou fusionnées. Les tombes étaient destinées à plusieurs sépultures. Les piliers rectangulaires ou colonnes doriques, constitués de roche solide, se poursuivent au sommet par un entablement horizontal non structuré ou une architrave. Des frises de triglyphes ou métopes taillées dans la roche forment la partie supérieure. L'évidement dans la roche au-dessus de la poutre doit être considéré comme un support pour l'ancienne couverture.
Outre la tombe à chambre partiellement hors sol située près de l'entrée du site, la tombe située au-delà du centre du complexe diffère du type de tombe péristyle. Elle se dresse comme un puissant bloc au milieu d'une cour creusée dans la roche et pointe plus clairement que les tombes à péristyle vers la « tombe de Mustapha Pacha » à Alexandrie. Le complexe funéraire découvert au nord de la nécropole en 1983 est unique à Chypre. Ici, un dromos à gradins de 20 m de long se jette dans le péristyle. Comme dans d'autres tombe, cette tombe présente une riche décoration en stuc. Une référence à Alexandrie est également supposée ici, bien que les tombes macédoniennes aient été des modèles. Ces chambres ont probablement été pillées dès l'époque romaine. Des traces de croix suggèrent une réutilisation à l'époque paléochrétienne.

### Découvertes de mobilier
Entre autres artefacts, des céramiques du IIIe siècle av. J.-C. ont pu être trouvées dans les tombes, comme des amphores, des vases et des lampes, ainsi que des bijoux en or, des feuilles de myrte dorées, une pyxide en ivoire et des pièces de monnaie du IIe siècle av. J.-C. et datées de l'époque de Cléopâtre V. La plupart des objets se trouvent au Musée archéologique de Paphos. La découverte d'un four à poterie médiéval et la modification de la tombe 5 par la fermeture de l'atrium indiquent qu'elle était utilisée à des fins profanes comme habitation.
Certaines tombes comportent des colonnes doriques et des murs ornés de fresques. Les tombeaux sont creusés dans la roche indigène et imitent parfois les maisons des vivants.
Une partie de l'importance des tombes réside dans l'habitude paphienne d'inclure des amphores rhodiennes parmi les offrandes lors d'une sépulture. Grâce aux tampons de fabrication placés sur les anses de ces amphores, il est possible de leur donner une date et, à travers eux, d'autres matériaux provenant de la même sépulture. Ainsi, on espère développer une chronologie plus sûre pour le matériel archéologique de la Méditerranée orientale des périodes hellénistique et du début de l'époque romaine.
Plusieurs facteurs y ont contribué : on pense que de nombreuses tombes étaient riches en objets funéraires coûteux, bien que très peu de ces objets aient été découverts par les missions archéologiques, et on pense donc que les pilleurs de tombes du passé sont responsables. De plus, la proximité des tombes avec le bord de mer nuisait à la préservation des corps.

## Coutumes funéraires
Des recherches antérieures permettent de conclure que chaque famille possédait son propre lieu de sépulture dans lequel pouvaient être situées des tombes de différents types, une pratique qui est également présente dans le cimetière du Céramique d'Athènes. Les plus grands groupes de tombes avaient un bassin d'eau, il s'agissait d'eau potable destinée à des fins de purification. Des dons funéraires, tels que des oiseaux, des œufs et des fruits, étaient remis aux morts sur des bûchers funéraires.